# Акушнет Сентер (Масачусетс)
Акушнет Сентер (енгл. Acushnet Center) насељено је место без административног статуса у америчкој савезној држави Масачусетс.

## Демографија
По попису из 2010. године број становника је 3.073, што је 98 (-3,1%) становника мање него 2000. године.
| Група             | 2000.         | 2010.         |
| Белци             | 3.055 (96,3%) | 2.940 (95,7%) |
| Афроамериканци    | 21 (0,7%)     | 15 (0,5%)     |
| Азијати           | 3 (0,1%)      | 12 (0,4%)     |
| Хиспаноамериканци | 32 (1,0%)     | 33 (1,1%)     |
| Укупно            | 3.171         | 3.073         |